# Amar Sakti
Amar Sakti is een bestuurslaag in het regentschap Sungai Penuh van de provincie Jambi, Indonesië. Amar Sakti telt 584 inwoners (volkstelling 2010).